# Amber (Washington)
Amber es un área no incorporada ubicada en el condado de Spokane en el estado estadounidense de Washington.

## Geografía
Amber se encuentra ubicado en las coordenadas 47°21′8″N 117°42′45″O / 47.35222, -117.71250.